# Малое Ильинское (Московская область)
Малое Ильинское — деревня в городском округе Кашира Московской области.

## География
Находится в южной части Московской области на расстоянии приблизительно 25 км на юг-юго-восток по прямой от железнодорожной станции Кашира.

## История
Известна с 1859 года, когда здесь было учтено 3 двора. До 2015 года входила в состав сельского поселения Домнинского Каширского района.

## Население
Постоянное население составляло 87 жителей (1859), 15 в 2002 году (русские 100 %), 9 в 2010.